# Élections municipales partielles françaises de 1991
Des élections municipales partielles ont lieu en 1991 en France.

## Bilan
Le Parti socialiste est le grand perdant de ces scrutins partiels : les socialistes sont défaits à Briançon, Castelginest – où le député Jacques Roger-Machart avait été victorieux un an auparavant lors d'une élection partielle – et Cournonterral, tandis qu'à Saint-Sébastien-sur-Loire, Martine Laurent (divers gauche) succède à son mari. Le Parti communiste et Génération écologie sont eux aussi en recul en cédant respectivement Clichy-sous-Bois – remportée par l'ancien maire communiste (exclu du parti) André Déchamps – et Divonne-les-Bains. Le PCF conserve cependant Tremblay-en-France avec la victoire du « refondateur » François Asensi.
À l'inverse, l'Union pour la démocratie française gagne du terrain, avec notamment le gain de Biarritz par le CDS Didier Borotra au détriment du RPR. Quant aux divers droite, ils prennent Cournonterral.

### Résultats en nombre de maires
| Partis       | Partis                             | Maires sortants | Maires élus | Évolution |
| ------------ | ---------------------------------- | --------------- | ----------- | --------- |
|              | Parti socialiste                   | 4               | 0           | 4         |
|              | Parti communiste français          | 2               | 1           | 1         |
|              | Divers gauche                      | 1               | 3           | 2         |
|              | Génération écologie                | 1               | 0           | 1         |
| Total gauche | Total gauche                       | 8               | 4           | 4         |
|              | Union pour la démocratie française | 1               | 5           | 4         |
|              | Divers droite                      | 0               | 1           | 1         |
|              | Rassemblement pour la République   | 1               | 0           | 1         |
| Total droite | Total droite                       | 2               | 6           | 4         |

## Élections

### Biarritz(Pyrénées-Atlantiques)
- Maire sortant : Bernard Marie (RPR)
- Maire élu ou réélu : Didier Borotra[1] (UDF-CDS)

- Contexte : démission du maire sortant à la suite d'une crise municipale

| Tête de liste            | Tête de liste    | Liste                      | Premier tour | Premier tour | Second tour | Second tour | Sièges |  |
| Tête de liste            | Tête de liste    | Liste                      | Voix         | %            | Voix        | %           | CM     |  |
| ------------------------ | ---------------- | -------------------------- | ------------ | ------------ | ----------- | ----------- | ------ |  |
|                          | Bernard Marie *  | RPR                        | 4 380        | 34,74        | 5 807       | 43,94       | 7      |  |
|                          | Guy Cadillon     | DVD                        | 1 059        | 8,40         | 5 807       | 43,94       | 7      |  |
|                          | Didier Borotra   | CDS - PR - Rad. - PS - MRG | 3 811        | 30,23        | 7 406       | 56,05       | 28     |  |
|                          | Jacques Abeberry | Nat. (Abertzale) - LV      | 1 800        | 14,28        | 7 406       | 56,05       | 28     |  |
|                          | François Charret | ECO                        | 591          | 4,48         |             |             |        |  |
|                          | Yvette Gourdin   | PCF                        | 547          | 4,33         |             |             |        |  |
|                          | Gabriel Bianchi  | FN                         | 417          | 3,30         |             |             |        |  |
|                          |                  |                            |              |              |             |             |        |  |
| Inscrits                 | Inscrits         | Inscrits                   | 21 309       | 100,00       | 21 309      | 100,00      |        |  |
| Abstentions              | Abstentions      | Abstentions                | 8 139        | 38,19        | 7 476       | 35,08       |        |  |
| Votants                  | Votants          | Votants                    | 13 170       | 61,81        | 13 833      | 64,92       |        |  |
| Blancs et nuls           | Blancs et nuls   | Blancs et nuls             | 565          | 2,65         | 620         | 2,91        |        |  |
| Exprimés                 | Exprimés         | Exprimés                   | 12 605       | 59,15        | 13 213      | 62,01       |        |  |
| * Liste du maire sortant |                  |                            |              |              |             |             |        |  |

### Briançon(Hautes-Alpes)
- Maire sortant : Robert de Caumont (PS)
- Maire élu ou réélu : Alain Bayrou (UDF-PR)

- Contexte : démission d'une majorité (13) des membres du conseil municipal

| Tête de liste            | Tête de liste            | Liste                     | Premier tour | Premier tour | Second tour | Second tour | Sièges  |  |
| Tête de liste            | Tête de liste            | Liste                     | Voix         | %            | Voix        | %           | CM      |  |
| ------------------------ | ------------------------ | ------------------------- | ------------ | ------------ | ----------- | ----------- | ------- |  |
|                          | Alain Bayrou             | PR - RPR - DVD (Un. opp.) | 2 041        | 46,39        | 2 699       | 62,17       | 27      |  |
|                          | Gérard Fromm             | DVG - PCF - ex-PS         | 944          | 21,45        | 1 642       | 37,82       | 6       |  |
|                          | Robert de Caumont *      | PS                        | 734          | 16,68        | Retrait     | Retrait     | Retrait |  |
|                          | Jean-Claude Widmann      | LV                        | 435          | 9,88         |             |             |         |  |
|                          | Dominique Pracherstorfer | FN                        | 245          | 5,56         |             |             |         |  |
|                          |                          |                           |              |              |             |             |         |  |
| Inscrits                 | Inscrits                 | Inscrits                  | 6 664        | 100,00       | 6 664       | 100,00      |         |  |
| Abstentions              | Abstentions              | Abstentions               | 2 111        | 31,67        | 1 999       | 29,99       |         |  |
| Votants                  | Votants                  | Votants                   | 4 553        | 68,33        | 4 665       | 70,01       |         |  |
| Blancs et nuls           | Blancs et nuls           | Blancs et nuls            | 154          | 2,31         | 324         | 4,86        |         |  |
| Exprimés                 | Exprimés                 | Exprimés                  | 4 399        | 66,01        | 4 341       | 65,14       |         |  |
| * Liste du maire sortant |                          |                           |              |              |             |             |         |  |

### Castelginest(Haute-Garonne)
- Maire sortant : Jacques Roger-Machart (PS)
- Maire élu ou réélu : Jean Laurent (UDF)

- Contexte : annulation du scrutin partiel du 25 mars 1990 par le tribunal administratif de Toulouse

| Tête de liste            | Tête de liste           | Liste                | Premier tour | Premier tour | Second tour | Second tour | Sièges |  |
| Tête de liste            | Tête de liste           | Liste                | Voix         | %            | Voix        | %           | CM     |  |
| ------------------------ | ----------------------- | -------------------- | ------------ | ------------ | ----------- | ----------- | ------ |  |
|                          | Jean Laurent            | UDF- RPR - DVD (UD)  | 1 443        | 47,42        | 1 639       | 50,49       | 22     |  |
|                          | Jacques Roger-Machart * | PS - DVG (Maj.prés.) | 1 372        | 45,08        | 1 607       | 49,50       | 7      |  |
|                          | Jean-Pierre Barboni     | PCF                  | 228          | 7,49         |             |             |        |  |
|                          |                         |                      |              |              |             |             |        |  |
| Inscrits                 | Inscrits                | Inscrits             | 4 619        | 100,00       | 4 619       | 100,00      |        |  |
| Abstentions              | Abstentions             | Abstentions          | 1 448        | 31,34        | 1 249       | 27,04       |        |  |
| Votants                  | Votants                 | Votants              | 3 171        | 68,66        | 3 370       | 72,96       |        |  |
| Blancs et nuls           | Blancs et nuls          | Blancs et nuls       | 128          | 2,77         | 124         | 2,68        |        |  |
| Exprimés                 | Exprimés                | Exprimés             | 3 043        | 65,88        | 3 246       | 70,27       |        |  |
| * Liste du maire sortant |                         |                      |              |              |             |             |        |  |

### Clichy-sous-Bois(Seine-Saint-Denis)
- Maire sortant : Christian Chapuis (PCF)
- Maire élu ou réélu : André Déchamps[10] (DVG, ex-PCF)

- Contexte : dissolution du conseil municipal par le Conseil des ministres du 5 décembre 1990 à la suite de la mise en minorité du maire sortant[11]

| Tête de liste            | Tête de liste       | Liste          | Premier tour | Premier tour | Second tour | Second tour | Sièges |  |
| Tête de liste            | Tête de liste       | Liste          | Voix         | %            | Voix        | %           | CM     |  |
| ------------------------ | ------------------- | -------------- | ------------ | ------------ | ----------- | ----------- | ------ |  |
|                          | André Déchamps      | DVG (ex-PCF)   | 1 546        | 32,77        | 2 092       | 42,72       | 25     |  |
|                          | Laurent Daffos      | FN             | 1 383        | 29,31        | 1 900       | 38,80       | 7      |  |
|                          | Léon Testé          | DVG - PS       | 733          | 15,54        | 904         | 18,46       | 3      |  |
|                          | Patrick Champagne   | RPR            | 437          | 9,26         |             |             |        |  |
|                          | Christian Chapuis * | PCF            | 420          | 8,90         |             |             |        |  |
|                          | Christian Iriart    | UDF-CDS        | 199          | 4,22         |             |             |        |  |
|                          |                     |                |              |              |             |             |        |  |
| Inscrits                 | Inscrits            | Inscrits       | 10 117       | 100,00       | 10 116      | 100,00      |        |  |
| Abstentions              | Abstentions         | Abstentions    | 5 321        | 52,59        | 5 058       | 50,00       |        |  |
| Votants                  | Votants             | Votants        | 4 796        | 47,41        | 5 058       | 50,00       |        |  |
| Blancs et nuls           | Blancs et nuls      | Blancs et nuls | 78           | 0,77         | 162         | 1,60        |        |  |
| Exprimés                 | Exprimés            | Exprimés       | 4 718        | 46,63        | 4 896       | 48,40       |        |  |
| * Liste du maire sortant |                     |                |              |              |             |             |        |  |

### Cournonterral(Hérault)
- Maire sortant : Guy Régis (PS)
- Maire élu ou réélu : Jean Réginard (DVD)

- Contexte : démission d'une majorité des membres du conseil municipal

| Tête de liste            | Tête de liste  | Liste          | Premier tour | Premier tour | Second tour | Second tour | Sièges  |  |
| Tête de liste            | Tête de liste  | Liste          | Voix         | %            | Voix        | %           | CM      |  |
| ------------------------ | -------------- | -------------- | ------------ | ------------ | ----------- | ----------- | ------- |  |
|                          | Guy Régis *    | PS - DVG       | 641          | 34,61        | 815         | 41,03       | 5       |  |
|                          | Jean Réginard  | DVD            | 627          | 33,85        | 1 171       | 58,96       | 22      |  |
|                          | Étienne Joulié | SE             | 584          | 31,53        | Retrait     | Retrait     | Retrait |  |
|                          |                |                |              |              |             |             |         |  |
| Inscrits                 | Inscrits       | Inscrits       | 2 586        | 100,00       | 2 587       | 100,00      |         |  |
| Abstentions              | Abstentions    | Abstentions    | 665          | 25,71        | 521         | 20,13       |         |  |
| Votants                  | Votants        | Votants        | 1 921        | 74,29        | 2 066       | 79,87       |         |  |
| Blancs et nuls           | Blancs et nuls | Blancs et nuls | 69           | 2,67         | 80          | 3,09        |         |  |
| Exprimés                 | Exprimés       | Exprimés       | 1 852        | 71,61        | 1 986       | 76,77       |         |  |
| * Liste du maire sortant |                |                |              |              |             |             |         |  |

### Divonne-les-Bains(Ain)
- Maire sortant : Jean-Claude Pruvost (GÉ)
- Maire élu ou réélu : Étienne Blanc (UDF)

- Contexte : –

### Montigny-lès-Metz(Moselle)
- Maire sortant : Raymond Doerflinger (UDF-CDS)
- Maire élu ou réélu : Raymond Doerflinger (UDF-CDS)

- Contexte : démission du maire sortant et d'une partie du conseil municipal

|                          | Raymond Doerflinger * | UDF-CDS        | 4 620  | 53,59  | 27 |  |  |  |
|                          | Daniel Contini        | PS             | 1 417  | 16,43  | 3  |  |  |  |
|                          | François Zieger       | RPR            | 1 390  | 16,12  | 5  |  |  |  |
|                          | Jean-Marie Nicolay    | FN             | 705    | 8,17   | 1  |  |  |  |
|                          | Joël Grosjean         | PCF            | 489    | 5,67   | 1  |  |  |  |
|                          |                       |                |        |        |    |  |  |  |
| Inscrits                 | Inscrits              | Inscrits       | 16 388 | 100,00 |    |  |  |  |
| Abstentions              | Abstentions           | Abstentions    | 7 315  | 44,64  |    |  |  |  |
| Votants                  | Votants               | Votants        | 9 073  | 55,36  |    |  |  |  |
| Blancs et nuls           | Blancs et nuls        | Blancs et nuls | 452    | 2,76   |    |  |  |  |
| Exprimés                 | Exprimés              | Exprimés       | 8 621  | 52,60  |    |  |  |  |
| * Liste du maire sortant |                       |                |        |        |    |  |  |  |

### Mundolsheim(Bas-Rhin)
- Maire sortant : Norbert Reinhardt (DVG)
- Maire élu ou réélu : Norbert Reinhardt (DVG)

- Contexte : annulation du scrutin partiel des 3 et 10 septembre 1989 par le Conseil d'Etat, décision infirmant celle du tribunal administratif de Strasbourg en date du 15 novembre 1989 qui avait rejeté la requête[17]

| Tête de liste            | Tête de liste       | Liste          | Premier tour | Premier tour | Second tour | Second tour | Sièges |  |
| Tête de liste            | Tête de liste       | Liste          | Voix         | %            | Voix        | %           | CM     |  |
| ------------------------ | ------------------- | -------------- | ------------ | ------------ | ----------- | ----------- | ------ |  |
|                          | Norbert Reinhardt * | DVG            | 780          | 41,91        | 1 149       | 54,97       | 21     |  |
|                          | Charles Hutt        | DVD            | 513          | 27,56        | 941         | 45,02       | 6      |  |
|                          | Camille Roth        | DVD            | 454          | 24,39        | 941         | 45,02       | 6      |  |
|                          | Michel Daulard      | FN             | 120          | 6,44         |             |             |        |  |
|                          |                     |                |              |              |             |             |        |  |
| Inscrits                 | Inscrits            | Inscrits       | 3 199        | 100,00       | 3 199       | 100,00      |        |  |
| Abstentions              | Abstentions         | Abstentions    | 1 261        | 39,41        | 1 036       | 32,38       |        |  |
| Votants                  | Votants             | Votants        | 1 938        | 60,59        | 2 163       | 67,62       |        |  |
| Blancs et nuls           | Blancs et nuls      | Blancs et nuls | 71           | 2,22         | 73          | 2,28        |        |  |
| Exprimés                 | Exprimés            | Exprimés       | 1 867        | 58,36        | 2 090       | 65,33       |        |  |
| * Liste du maire sortant |                     |                |              |              |             |             |        |  |

### Saint-Sébastien-sur-Loire(Loire-Atlantique)
- Maire sortant : Yves Laurent (PS)
- Maire élue ou réélue : Martine Laurent (DVG)

- Contexte : décès du maire sortant[18]

|                          | Martine Laurent       | DVG - PS - PCF (UG)        | 5 147  | 62,01  | 29 |  |  |  |
| Priorité Saint-Sébastien |                       |                            | 5 147  | 62,01  | 29 |  |  |  |
|                          | Jean-Claude Sédilleau | RPR - UDF - CNI - DVD (UD) | 3 152  | 37,98  | 6  |  |  |  |
| Vivre à Saint-Sébastien  |                       |                            | 3 152  | 37,98  | 6  |  |  |  |
|                          |                       |                            |        |        |    |  |  |  |
| Inscrits                 | Inscrits              | Inscrits                   | 15 078 | 100,00 |    |  |  |  |
| Abstentions              | Abstentions           | Abstentions                | 6 150  | 40,78  |    |  |  |  |
| Votants                  | Votants               | Votants                    | 8 928  | 59,22  |    |  |  |  |
| Blancs et nuls           | Blancs et nuls        | Blancs et nuls             | 629    | 4,17   |    |  |  |  |
| Exprimés                 | Exprimés              | Exprimés                   | 8 299  | 55,04  |    |  |  |  |

### Tremblay-en-France(Seine-Saint-Denis)
- Maire sortant : Georges Prudhomme (PCF)
- Maire élu ou réélu : François Asensi (PCF)

- Contexte : démission du maire sortant et d'une partie (9) du conseil municipal

|                | François Asensi   | PCF - PS (UG)  | 5 804  | 57,95  | 31 |  |  |  |
|                | Pierre Coelembier | UDF - RPR      | 1 809  | 18,06  | 4  |  |  |  |
|                | Yves Raketitch    | FN             | 1 541  | 15,38  | 3  |  |  |  |
|                | Maurice Le Calvez | LV             | 861    | 8,59   | 1  |  |  |  |
|                |                   |                |        |        |    |  |  |  |
| Inscrits       | Inscrits          | Inscrits       | 17 532 | 100,00 |    |  |  |  |
| Abstentions    | Abstentions       | Abstentions    | 7 341  | 41,87  |    |  |  |  |
| Votants        | Votants           | Votants        | 10 191 | 58,13  |    |  |  |  |
| Blancs et nuls | Blancs et nuls    | Blancs et nuls | 176    | 1,00   |    |  |  |  |
| Exprimés       | Exprimés          | Exprimés       | 10 015 | 57,12  |    |  |  |  |